# Site spéléologique de Trampot

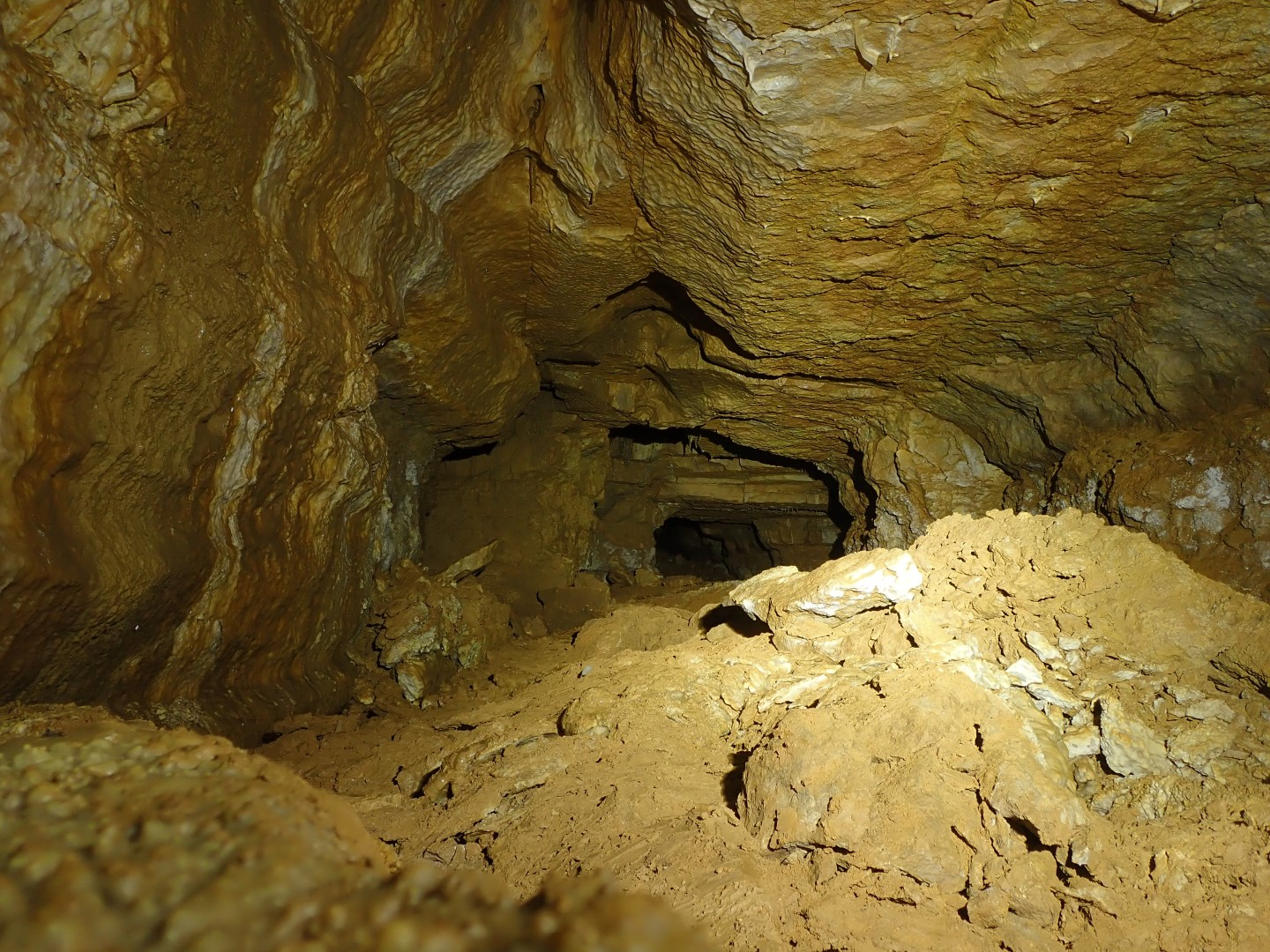
Le réseau Hadès à Trampot en juillet 2022

Le site spéléologique de Trampot est un ensemble de phénomènes karstiques présents dans la forêt communale du village de Trampot, situé dans l'extrême ouest du département des Vosges, à quelques kilomètres de la reculée du Cul du Cerf et du site archéologique de Grand.

## Description
L’acidité de l’eau dissout le calcaire, donnant naissance à des phénomènes karstiques (dolines, avens, conduits souterrains, sources, résurgences, etc.), telles que les nombreuses dolines en cours de formation en forêt de Trampot. Ces formes singulières de « doline-perte » sont désignées localement sous le nom de « fontaines », phénomènes particuliers dont plusieurs exemples ont été inventoriés à ce jour dans la forêt de Trampot,,,.
La quatrième plus longue cavité naturelle du département des Vosges se trouve dans la forêt de Trampot : le gouffre Hadès, dont le développement est de 1 379 m,,,.